# Бавовництво
Баво́вництво — галузь сільського господарства, яка виробляє бавовну-сирець — цінну технічну сировину для текстильної та інших галузей промисловості. В багатьох країнах бавовництво як галузь землеробства було відоме задовго до нашої ери. З давніх-давен бавовник культивують і на території колишнього СРСР. До Жовтневого перевороту бавовник вирощували в основному в Туркестані і Закавказзі на площі близько 700 тис. га (1913); валовий збір бавовни-сирцю не перевищував 750 тис. т. До 60% перероблюваної в країні бавовни завозилося з-за кордону.
В роки імперіалістичної й громадянської воєн бавовносіяння в країні зовсім занепало: посівні площі зменшились в 7 разів, а валові збори бавовни-сирцю — в 40 разів.
В передвоєнні роки (1939–1940) валова продукція бавовни-сирцю в СРСР становила 2237 тис. т проти 744 тис. т у 1913 році. В роки війни спостерігалося деяке зменшення виробництва бавовняної сировини, але до 1948 року відставання у цій галузі успішно було ліквідоване.
У 1949–1953 роках в СРСР щороку вироблялось пересічно по 3487 тис. т бавовни-сирцю, в 1954–58 роках — по 4204 тис. т, а у 1959 році було заготовлено найбільшу кількість бавовни за всю історію бавовництва — 4614 тис. т. Урожай бавовни-сирцю в країні перевищує 20 ц/га, а в передових господарствах збирають по 35-40 ц/га і більше. За врожайністю бавовни-сирцю і якістю волокна СРСР вийшов на перше місце у світі. XXI з'їзд КПРС вказав на необхідність подальшого розвитку бавовництва з тим, щоб у 1959–65 роках виробництво бавовни-сирцю в СРСР довести до 5,7-6,1 млн т.

## Історія бавовництва у СРСР
В СРСР поширена головним чином поливна культура бавовнику, який вирощується в основному в Узбецькій, Таджицькій, Туркменській, Азербайджанській, Киргизькій і Казахській РСР.

## Історія бавовництва в Україні
З 1930 року бавовник вирощували й на незрошуваних землях: на півдні РРФСР, в Молдові і в Україні (Херсонська, Запорізька, Миколаївська, Одеська, Дніпропетровська обл.).
В передвоєнні роки в УРСР разом з Кримом засівали бавовником понад 260 тис. га і збирали близько 100 тис. т бавовни-сирцю. Після війни посівна площа бавовнику в республіці зросла до 475 тис. га (1952). Однак з 1956 року у зв'язку з успішним розвитком бавовництва в республіках Середній Азії, в Закавказзі й Казахській РСР, а також зважаючи на несталість врожаїв бавовнику в неполивних умовах, бавовносіяння в Україні було припинене.

## Бавовництво у світі
Швидкими темпами розвивається бавовництво в Китаї та інших країнах. Якщо, наприклад, в 1949 році валовий збір волокна в КНР не перевищував 440 тис. т, а у 1950 році становив 692 тис. т, то в 1958 році він досяг 2100 тис. т. У 1957 році виробництво бавовняного волокна в усіх країнах світу становило 9136 тис. т, з яких 33,9% припадає на країни соціалістичного табору (СРСР — 15,7%, КНР — 17,9%) і 66,1% — на країни капіталістичного табору. З виробництва бавовняного волокна серед капіталістичних країн на першому місці стоять США (в 1957 — 26,1%), далі йдуть Індія, Бразилія, Мексика, Єгипет, Пакистан, Туреччина.